# Vikens High Yield
Vikens High Yield, född 30 april 2014 i Axvall i Skara i Västra Götalands län, död 13 januari 2022 i Cagnes-sur-Mer i Frankrike, var en svensk varmblodig travare. Han tränades av sin uppfödare Mikael Fellbrant (2016–2019) och senare av Robert Bergh (2019–2022).
Vikens High Yield tävlade åren 2016–2022. Han sprang in 2,5 miljoner kronor på 63 starter varav 18 segrar, 8 andraplatser och 6 tredjeplatser. Han tog karriärens största segrar i Prix de l'Eure (2021) och Prix de Briare (2021). Han var en profil på V75-spelet i Sverige efter att ha tagit totalt fem segrar i Silverdivisionen och Bronsdivisionen under åren 2021–2022. Han kom även på andraplats i Vårfavoriten (2017).

## Karriär

### Tiden som unghäst
Vikens High Yield var en brun valack efter Love You och undan Primadonna Tuna (efter Viking Kronos). Han föddes upp av Mikael Fellbrandt i Axvall och ägdes av Firma M F P Trading i Axvall. Han tränades inledningsvis av sin uppfödare Mikael Fellbrandt och senare av Robert Bergh.
Vikens High Yield debuterade på tävlingsbanan den 27 mars 2017 med en andraplats i ett tvååringslopp på Färjestadstravet. Han tog därefter två raka segrar under våren. Den 10 maj 2017 kom han på andraplats i Vårfavoriten, slagen med en halv längd av Global Un Poco.

### Tiden hos Robert Bergh
Under hösten 2019 flyttades Vikens High Yield till Robert Bergh som blev hans nya tränare. Han tog fyra raka segrar under våren 2020, varav två segrar i Bronsdivisionen. Han kom även på fjärdeplats i Bronsdivisionens final under Elitloppshelgen 2020 och på tredjeplats i Bronsdivisionens final den 27 juni 2020. Den 5 december 2020 tog han sin första seger i Silverdivisionen i vad som också var hans nionde seger för året.
Framgångarna fortsatte under 2021 då han hade sitt vinstrikaste år med en miljon insprunget på 16 starter och fyra segrar. Han segrade i Silverdivisionen den 24 april 2021, med tre längder före tvåan Beartime. Han segrade även i Silverdivisionen den 10 juli 2021.
Vikens High Yield deltog i det franska vintermeetinget 2021/22 på Vincennesbanan i Paris. Han kördes inledningsvis av Éric Raffin och tillsammans med honom segrade han i Prix de l'Eure (2021) och Prix de Briare (2021). Han kom även på andraplats i Prix de Craon (2021).
I sin första start som åttaåring, den 13 januari 2022 i Prix de la Côte d'Azur på Le Hippodrôme de la Côte d'Azur, kördes han av Gabriele Gelormini. Efter att Gelormini känt att något var fel med Vikens High Yield, togs han ur loppet för att joggas ner. Vid utfarten till banan föll han ihop död.